# Liste der Biografien/Kolz
Liste der Biografien |
Portal Biografien |
Personensuche
# |
A |
B |
C |
D |
E |
F |
G |
H |
I |
J |
K |
L |
M |
N |
O |
P |
Q |
R |
S |
T |
U |
V |
W |
X |
Y |
Z |
?
 
Ka |
Kb |
Kc |
Kd |
Ke |
Kf |
Kg |
Kh |
Ki |
Kj |
Kl |
Km |
Kn |
Ko |
Kp |
Kr |
Ks |
Kt |
Ku |
Kv |
Kw |
Ky |
Kx |
Kz
 
Koa |
Kob |
Koc |
Kod |
Koe |
Kof |
Kog |
Koh |
Koi |
Koj |
Kok |
Kol |
Kom |
Kon |
Koo |
Kop |
Kor |
Kos |
Kot |
Kou |
Kov |
Kow |
Kox |
Koy |
Koz
 
Kola |
Kolb |
Kolc |
Kold |
Kole |
Kolf |
Kolg |
Kolh |
Koli |
Kolj |
Kolk |
Koll |
Kolm |
Koln |
Kolo |
Kolp |
Kolr |
Kols |
Kolt |
Kolu |
Kolv |
Kolw |
Koly |
Kolz
Die Liste der Biografien führt alle Personen auf, die in der deutschsprachigen Wikipedia einen Artikel haben. Dieses ist eine Teilliste mit 20 Einträgen von Personen, deren Namen mit den Buchstaben „Kolz“ beginnt.

## Kolz
- Kölz, Alfred (1944–2003), Schweizer Rechtswissenschaftler
- Kölz, Ernst (1929–2014), österreichischer Komponist und Blockflötist
- Kolz, Harald (* 1944), deutscher Jurist, Richter am Bundesgerichtshof
- Kölz, Magnus Ottomar († 1864), deutscher Jurist und Politiker, MdL (Königreich Sachsen)
- Kolz, Michael (* 1970), deutscher Journalist
- Kolz, Willy (1887–1942), deutscher Pädagoge

### Kolze
- Kolze, Jens (* 1967), deutscher Politiker (CDU), MdL
- Kolze, Jürgen, deutscher Basketballnationalspieler
- Kolzen, Walter (1899–1947), deutscher Fußballspieler
- Kölzer, Romy (* 1991), deutsche Tennisspielerin
- Kölzer, Theo (* 1949), deutscher Historiker

### Kolzi
- Kölzig, Olaf (* 1970), deutscher EishockeytorwartOlaf Kölzig (* 1970)

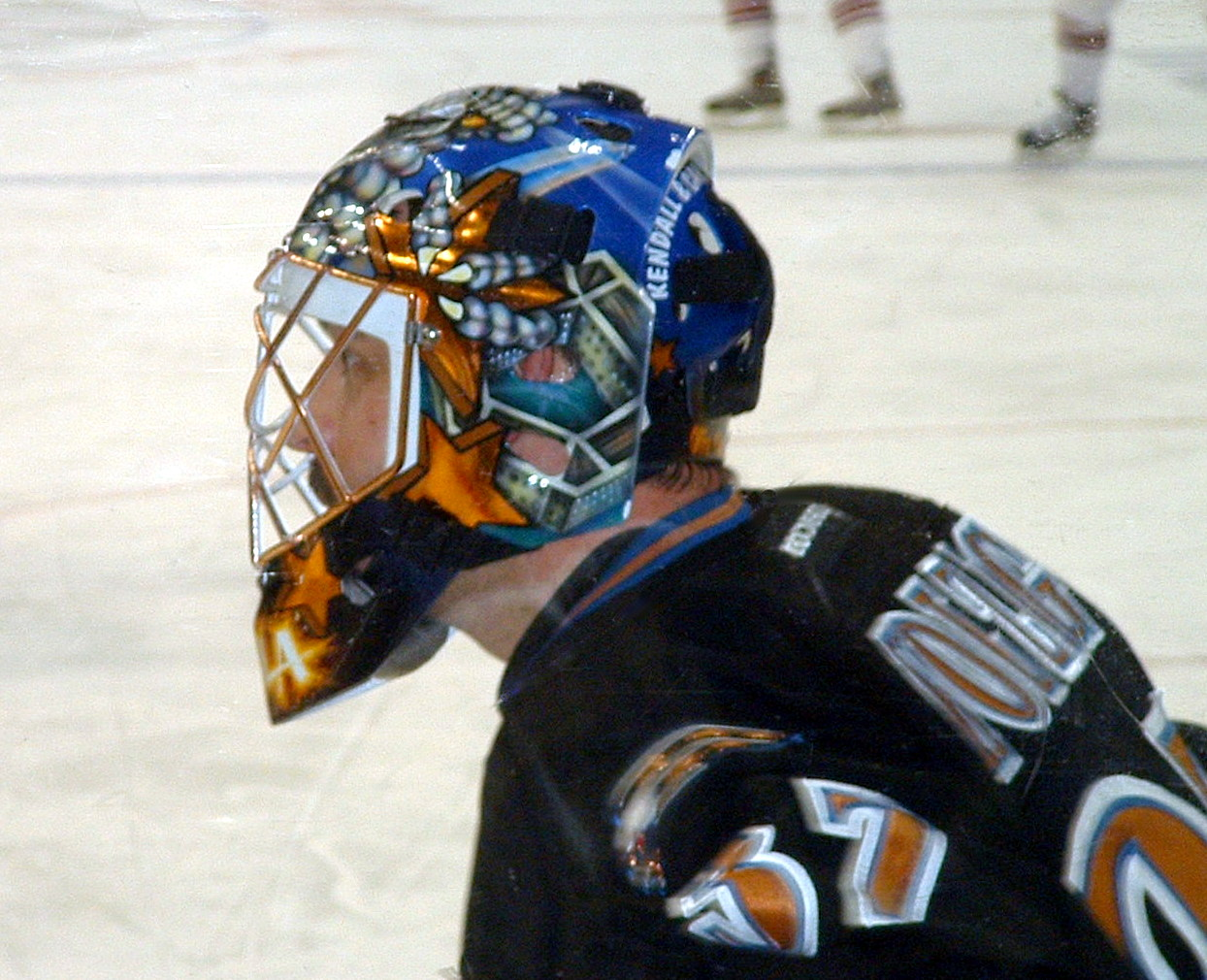
Olaf Kölzig (* 1970)

### Kolzo
- Kolzow, Alexei Wassiljewitsch (1809–1842), russischer Dichter
- Kolzow, Boris Sergejewitsch (* 1988), russischer Dartspieler
- Kölzow, Dietrich (1930–2018), deutscher Mathematiker und Hochschullehrer
- Kölzow, Hans (1901–1969), deutscher Chemiker und SS-Führer
- Kolzow, Kirill Anatoljewitsch (* 1983), russischer Eishockeyspieler
- Kolzow, Michail Jefimowitsch (1898–1940), sowjetischer Feuilletonist und Journalist
- Kolzow, Nikolai Konstantinowitsch (1872–1940), russischer Biologe und Pionier der modernen Genetik
- Kolzow, Roman (* 1981), russischer Radrennfahrer